# سونتایم
سونتایم (به آلمانی: Sontheim an der Brenz) یک شهر در آلمان است که در هایدنهایم واقع شده‌است. سونتایم ۵٬۶۰۲ نفر جمعیت دارد.